# Hans Peter Beck
 (juin 2025).
Motif : Rien de bien convaincant dans les sources de cette page créée par un stagiaire au CERN... et qui semble en fait être une traduction de la wp:en. En tout état de cause : tout professeur universitaire et tout chercheur qui publie n'est pas admissible d'office.
- Archive Wikiwix
- Bing
- Cairn
- DuckDuckGo
- E. Universalis
- Gallica
- Google
- G. Books
- G. News
- G. Scholar
- Persée
- Qwant
- (zh) Baidu
- (ru) Yandex
- (wd) trouver des œuvres sur Wikidata

| 1. | Préciser le motif de la pose du bandeau. | Précisez le motif de la pose du bandeau en utilisant la syntaxe suivante : {{admissibilité à vérifier\|date=juin 2025\|motif=remplacez ce texte par le motif}}                       |
| 2. | Informer les utilisateurs concernés.     | Pensez à avertir le créateur de l'article, par exemple, en insérant le code ci-dessous sur sa page de discussion : {{subst:avertissement admissibilité à vérifier\|Hans Peter Beck}} |

Hans Peter Beck, né en 1965, est un physicien expérimental des particules suisse. Depuis 1997, il est professeur à l’Université de Berne et, depuis 2014, professeur titulaire à l’Université de Fribourg. 
Ancien président de la Société Suisse de Physique, Hans Peter Beck est membre de la collaboration ATLAS, l’une des deux principales expériences au CERN qui analysent les collisions de particules au Grand collisionneur de hadrons.

## Biographie

### Origines et famille
Hans Peter Beck naît en 1965.
Il grandit à Weggis, dans le canton de Lucerne, à Wolfenschiessen, dans celui de Nidwald, à Dietikon, dans celui de Zurich, puis à Zurich.
Il est marié à une ressortissante slovaque et père de trois enfants.

### Études et parcours professionnel
Après avoir terminé son doctorat à l’Université de Zurich, portant sur des recherches menées au laboratoire DESY de Hambourg, en 1996, Hans Peter Beck travaille brièvement comme consultant et ingénieur dans l’industrie privée suisse avant de rejoindre l’Université de Berne. Depuis, il est affilié au programme scientifique du CERN.  
En 2025, il est nommé membre à part entière de l’Académie suisse des sciences techniques. 

### Autre mandats
Beck a été président du groupe international de sensibilisation à la physique des particules (International Particle Physics Outreach Group) de 2013 à 2019, et président de la Société Suisse de Physique de 2017 à 2021. Il est le correspondant suisse auprès de l’Union internationale de physique pure et appliquée. 
Depuis mars 2024, Beck est coordinateur de la sensibilisation (outreach) pour la collaboration ATLAS.

## Publications
En 2021, il a co-écrit le livre The Economics of Big Science. Il est co-auteur de plus de 1 500 articles scientifiques.